# درختزارهای کوهستانی الحجر
درختزارهای کوهستانی الحجر، علفزارهای معتدل، ساوان‌ها و بوته‌زارها در کوه‌های حجر در شرق شبه جزیره عربستان است که در بخش‌هایی از عمان و امارات امتداد دارد.